# Аво (коммуна)
Аво́ (фр. Avaux) — коммуна во Франции, находится в регионе Шампань — Арденны. Департамент коммуны — Арденны. Входит в состав кантона Асфельд. Округ коммуны — Ретель.
Код INSEE коммуны — 08039.
Коммуна расположена приблизительно в 145 км к северо-востоку от Парижа, в 60 км севернее Шалон-ан-Шампани, в 60 км к юго-западу от Шарлевиль-Мезьера.

## Население
Население коммуны на 2008 год составляло 471 человек.
| 1962 | 1968 | 1975 | 1982 | 1990 | 1999 | 2008 |
| ---- | ---- | ---- | ---- | ---- | ---- | ---- |
| 299  | 327  | 317  | 293  | 404  | 458  | 471  |

## Администрация
| Период | Период | Фамилия       | Партия | Должность |
| ------ | ------ | ------------- | ------ | --------- |
| 2001   | 2008   | Паскаль Беген |        |           |
| 2008   |        | Дидье Марби   |        |           |

## Экономика
В 2007 году среди 294 человек в трудоспособном возрасте (15—64 лет) 220 были экономически активными, 74 — неактивными (показатель активности — 74,8 %, в 1999 году было 67,2 %). Из 220 активных работали 202 человека (114 мужчин и 88 женщин), безработных было 18 (7 мужчин и 11 женщин). Среди 74 неактивных 30 человек были учениками или студентами, 14 — пенсионерами, 30 были неактивными по другим причинам.

## Фотогалерея

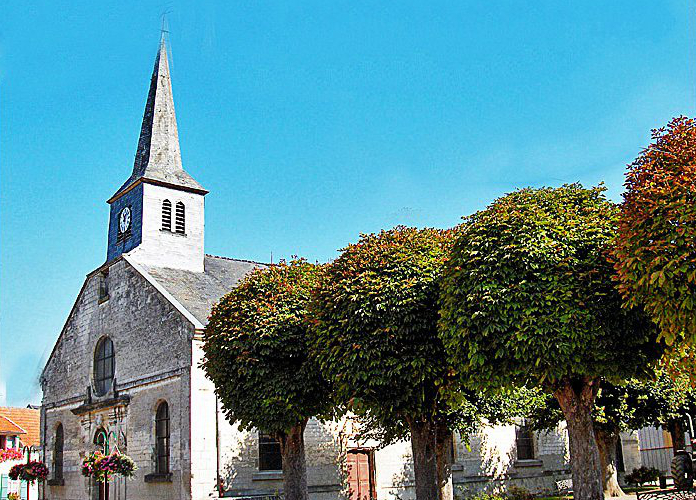
Церковь Нотр-Дам
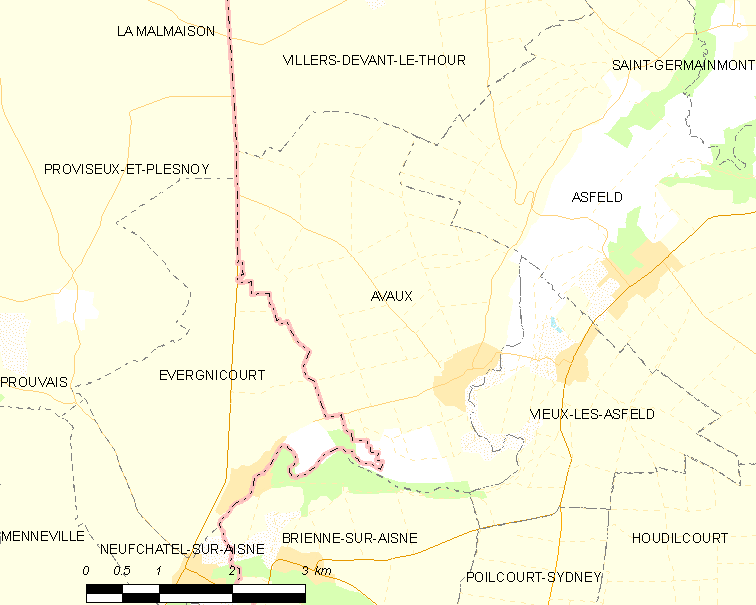
Карта коммуны